# Nicole Nau
Nicole Nau (sinh ngày 30 tháng 1 năm 1963 tại Düsseldorf) là một vũ công người Đức nhảy các điệu của văn hóa dân gian Argentina.

## Tiểu sử
Sau khi học thiết kế đồ họa, Nau lần đầu tiên làm việc cho các công ty quảng cáo trước khi cô định cư ở Argentina để được hướng dẫn chính thức như một vũ công chuyên nghiệp. Năm 1990, cô xuất hiện lần đầu tiên tại Café Homero và sau đó là một vũ công trong vở opera Maratón Nhà hát opera Teatro Colón ở Buenos Aires.
Năm 2002, cô đã có buổi ra mắt với vở opera tango Orestes - Tango cuối cùng, được tạo ra trong một hợp tác với Liên hoan WMTF Festival of Holland. Chính tại đây, cô đã khiêu vũ với Luis Pereyra lần đầu tiên, sau đó thành chồng và bạn nhảy của cô.
Hợp tác với Luis Pereyra, cô đã sản xuất El Sonido de mi Tierra, Bailando en Soledad, Secretos de la Danza, El Color de mi Baile và Tango Puro Argentino y Mas. Năm 2007, họ mở cửa trở lại với tư cách là giám đốc nghệ thuật của nhà hát tango nổi tiếng Café de los Angelitos ở Buenos Aires. Năm 2010, họ là giám đốc nghệ thuật tại Viejo Almacén và 2011 tại Aqui Folklore.Aqui Folklore.
Cô đã đi các tour lưu diễn ở Argentina, Chile, Bolivia, Đức, Nhật Bản, Nga, Hà Lan, Áo và Thụy Sĩ cũng như Vương quốc Anh và Canada. Từ năm 2012, cô đi lưu diễn với công ty riêng El Sonido de mi Tierra - Vũ điệu vĩ đại của Argentina, do Luis Pereyra đạo diễn. Năm 2016, công ty được đổi tên thành El Sonido de mi Tierra - VIDA! ARGENTINO.